# Jean-Luc Brunel
Jean-Luc Brunel (1946 – 19. februar 2022) var en fransk modelspejder og leder af modelbureauet Karin Models. Han grundlagde, med finansiering af Jeffrey Epstein, MC2 Model Management som havde kontorer i New York, Miami og Tel Aviv.
Jean-Luc Brunel var mistænkt for at have fundet flere end 1.000 kvinder og piger til Jeffrey Epstein, som han kunne have sex med. Derfor var han fængslet og ventede på sin retssag. Brunel hævdede at være uskyldig, men begik selvmord på af grund en følelse af uretfærdighed, ifølge forsvarsadvokaten.